# Massif des Trois-Seigneurs
Le massif des Trois-Seigneurs est un massif de montagnes de la chaîne des Pyrénées situé dans le département de l'Ariège en région Occitanie, en France. Il mesure 33 km de long pour 13 km de large, et culmine au pic des Trois-Seigneurs à 2 199 mètres,,.
Géologiquement parlant, le massif des Trois-Seigneurs fait partie de la zone axiale des Pyrénées du fait de sa nature centrale dans la chaîne des Pyrénées, et du fait de la présence de roches métamorphiques et plutoniques.

## Géographie
| Arac Massif de l'Arize | Col de Port Massif de l'Arize     | Saurat (rivière) Massif de l'Arize |
| Vallée du Garbet       | massif des Trois-Seigneurs        | Vallée de Vicdessos                |
| Vallée du Garbet       | Massif de Lherz Massif de Bassiès | Vallée de Vicdessos                |

### Principaux sommets

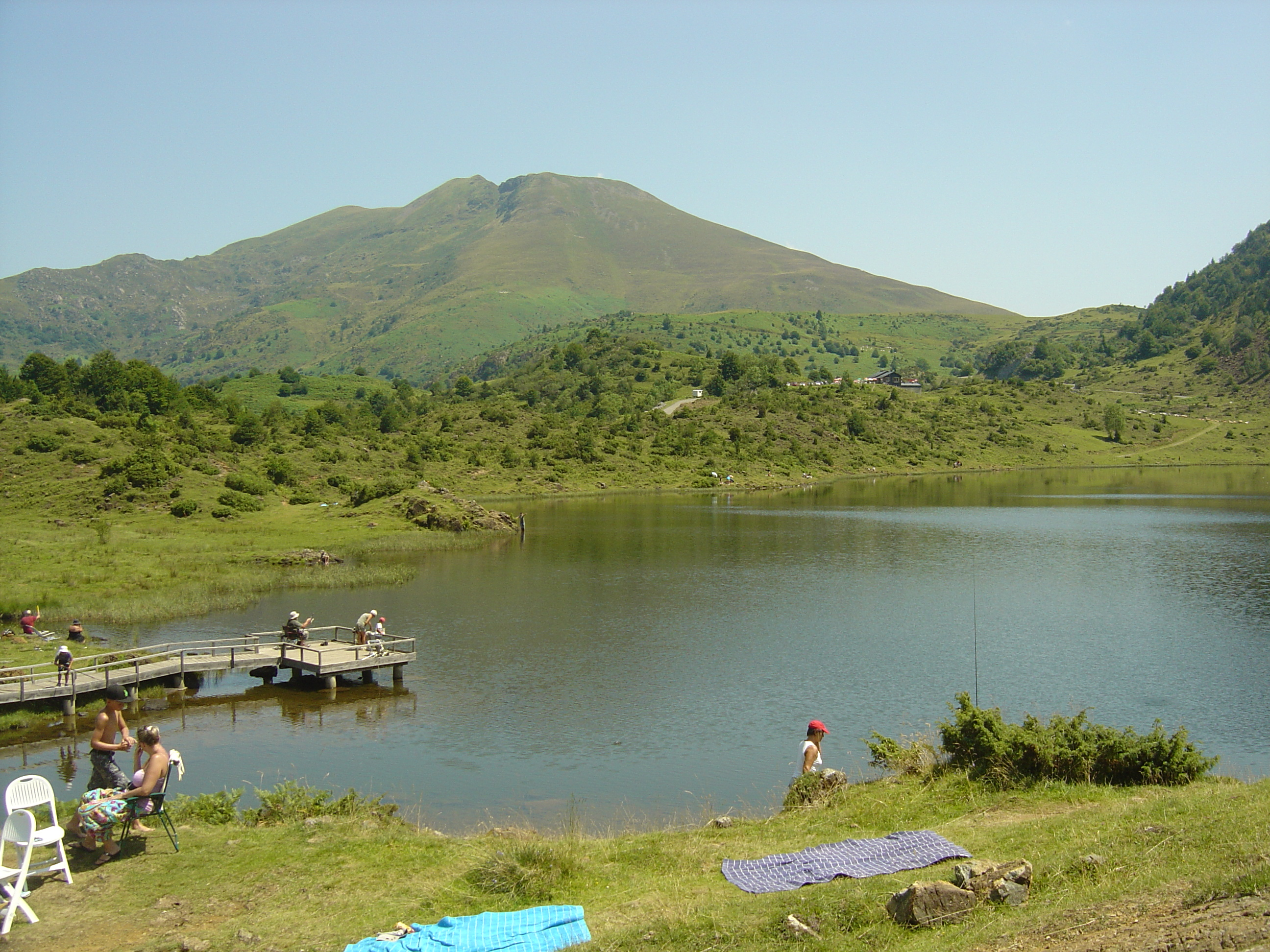
Vue du pic de Fontanette et du pic de Barrès (à sa gauche) depuis l'étang de Lers.

| Sommet                  | Altitude (mètres) |
| ----------------------- | ----------------- |
| Pic des Trois-Seigneurs | 2 199             |
| Pic de Pioulou          | 2 166             |
| Pic de Peyroutet        | 2 165             |
| Pic de Bassibié         | 2 114             |
| Pic de la Journalade    | 1 945             |
| Pic d'Estibat           | 1 663             |

### Géologie
Le massif à une géologie complexe : les strates géologiques de surface sont constituées d'un mélange de roches sédimentaires, de roches métamorphiques et de roches plutoniques.
La formation du massif suit celle des Pyrénées : au Paléogène, de −66 à −23 Ma, la remontée vers le nord de la plaque africaine entraîne avec elle la plaque ibérique. Celle-ci, coincée entre la plaque africaine au sud et la plaque européenne au nord, va entrer en collision avec elles, formant la cordillère Bétique au sud et la chaîne des Pyrénées au nord. Au niveau de la zone du massif des Trois-Seigneurs, les roches sont alors progressivement comprimées et remontées en altitude entre −53 et −33 Ma durant l'Éocène.